# سد وادي ليه
سد وادي ليّه هو سد في المملكة العربية السعودية افتتح في عام 1982 ويقع في جنوب الطائف بمنطقة مكة المكرمة. الغرض الرئيسي من السد هو السيطرة على الفيضانات.